# The Kentucky Cycle
The Kentucky Cycle è un ciclo di nove atti unici del drammaturgo statunitense Robert Schenkkan. L'ennealogia esplora i miti americani del Far West e, in particolare, la storia di tre famiglie che lottano per la stessa porzione di terreno nell'Altopiano del Cumberland. Debuttato a Seattle nel 1991, The Kentucky Cycle vinse il Premio Pulitzer per la drammaturgia nel 1992.

## Trama
Masters of the Trade (1775)
Michael Rowen mente a una tribù di nativi americani per appropriarsi del loro terreno, causandone la morte.
Courtship of Morning Star (1776)
Michael Rowen rapisce e stupra Stella della Mattino. La donna rimane incinta e dà alla luce Patrick.
The Homecoming (1792)
Patrick Rowen uccide il padre e Joe Talbert, per poi sposare Rebecca Talbert. Ciò innesca un ciclo di vendette tra le due famiglie.
Ties That Bind (1819)
Patrick Rowen, sommerso dai debiti, è costretto a vendere la propria a terra ai Talbert e per mantenersi deve lavorare come mezzadro nella terra che un tempo era sua.
God's Great Supper (1861)
Jed Rowen racconta la sua esperienza durante la Guerra civile americana, parlando di come sia riuscito a vendicarsi dei Talbert ed abbia conosciuto William Clarke Quantrill.
Tall Tales (1890)
J.T. Wells, proprietario di miniere di carbone, riesce a sfrattare i Rowen dalla loro terra.
Fire in the Hole (1920)
Un sindacalista tenta di aizzare la famiglia di Mary Ann Rowen affinché scioperi contro la Blue Star Mining Company.
Which Side Are You On? (1954)
Un fraudolento accordo tra il sindacato e la Blue Star Mining Company mette Joshua Rowen, James Talbert Winston e Franklin Biggs uno contro l'altro.
The War On Poverty (1975)
Tre discendenti dei Rowen, dei Talbert e dei Biggs trovano qualcosa di sorprendente sepolto nella vecchia fattoria Rowen, poco prima di dover vendere la terra per sempre.